# Ulrich Rosengarten
Ulrich Albrecht Rosengarten (* 19. August 1933; † 29. Februar 2024) war ein deutscher Diplomat.

## Werdegang
Rosengarten studierte Jura in München und wurde an der Universität Köln promoviert. Er war von 1964 bis 1998 im Auswärtigen Dienst tätig, ab 12. September 1973 als  Vortragender Legationsrat (Botschaftsrat), unter anderem als Leiter der Wirtschaftsabteilung  in der Botschaft Moskau und als Botschafter in Litauen (Botschaft Vilnius; 1996–1998). Er war zuvor in Paris bei der OECD-Vertretung und als Gesandter und Vertreter des Leiters der Ständigen Vertretung Deutschlands bei den Vereinten Nationen in Genf mit der Amtsbezeichnung eines Botschafters.
Rosengarten starb am 29. Februar 2024 im Alter von 90 Jahren. Ulrich Rosengarten war ab 1965 mit Martina Rosengarten, geborene Otto, verheiratet und hinterließ drei Kinder.

## Schriften
- Die Genscher-Colombo-Initiative. Baustein für die Europäische Union. Nomos, 2008.
- Litauen – Ein europäischer Staat zwischen Ost und West. Nomos, 2016.
- Gemeinsame europäische Außen- und Sicherheitspolitik. Illusion oder Realität? Peter Lang, 2021.